# Fordiophyton strictum
Fordiophyton strictum là một loài thực vật có hoa trong họ Mua. Loài này được Diels mô tả khoa học đầu tiên năm 1933.